# Sphagnum
Sphagnum là một chi rêu trong họ Sphagnaceae.